# Génome du virus de la grippe
 (juillet 2024).
Le virus de la grippe (influenza) fait partie des Orthomyxoviridae et possède un génome segmenté composé d’ARN simple-brin de sens négatif. Les virus des groupes A et B possèdent huit segments d’ARN tandis que ceux du groupe C en possèdent sept. Chacun de ces segments code des protéines virales.

## Organisation du génome
L’ARN contenu dans les particules virales est de sens négatif, ce qui signifie que ces brins doivent être convertis en ARN de sens positif, c’est-à-dire transformé en brin complémentaire, afin de pouvoir coder les protéines du virus. Sans cette conversion, le virus serait tout simplement incapable de faire produire ses protéines par la cellule qu’il a infectée.
Les virus des groupes A et B possèdent huit fragments tandis que le groupe C possède sept fragments qui, dans chaque cas, varient de 0,8 à 2,5 kilobase (kb) de longueur pour un génome total variant entre 10 et 14,6 kb selon le virus. Les virus de type C ne possèdent pas le gène codant la neuraminidase, ce qui explique qu’ils aient un génome plus court que les virus A et B et qu’ils aient également un segment de moins.

## Liste des protéines codées sur les segments d’ARN des virus de type A et B
| Segment | Protéine                                | Longueur (acides aminés) | Rôle |
| ------- | --------------------------------------- | ------------------------ | --- |
| 1       | Protéine basique 2 (PB2)                | 759                      | Endonucléase. Elle se lie à la coiffe en 5’ de l’ARNm et le clive.                                                                             |
| 2       | Protéine basique 1 (PB1)                | 757                      | Polymérase ARN – ARN dépendante |
| 3       | Protéine acide (PA)                     | 716                      | Sous-unité de la polymérase ARN, protéolyse |
| 4       | Hémagglutinine (H ou HA)                | ~560                     | Attachement au récepteur cellulaire « acide sialique » et fusion de la membrane virale et de la membrane cellulaire                            |
| 5       | Nucléoprotéine (NP)                     | 498                      | Composant structurale du cœur viral, importation des gènes viraux dans le noyau de la cellule infectée                                         |
| 6       | Neuraminidase (N ou NA)                 | ~450                     | Coupe la liaison hémagglutinine – acide sialique pour libérer le virus de la cellule, favorise ainsi la dispersion et l’infection par le virus |
| 7       | Protéines de matrice (M1 et M2)         | M1:252 M2:96             | M1 : Protéine de structure virale, exportation de l’ARN viral hors du noyau cellulaire M2 : canal ionique                                      |
| 8       | Protéines non structurales (NS1 et NS2) | NS1:~230 NS2:121         | NS1 : antagoniste d’interféron NS2 : facteur d’exportation nucléaire                                                                           |

Les virus du groupe C possèdent une glycoprotéine particulière, appelée HE pour hémagglutinine estérase, remplissant plusieurs fonctions pour compenser l’absence de la neuraminidase. Cette glycorotéine remplit les rôles de l’hémagglutinine, celle de libérer les virions de l’acide sialique comme le fait la neuraminidase (fonction estérase) et participe également à la fusion de l’enveloppe virale avec la membrane de la cellule cible.
La protéine M2 est présente seulement dans les virus du groupe A.
Les protéines NP, PA, PB1 et PB2 sont associées avec les fragments d’ARN du virus (et forment une ribonucléoprotéine, RNP) afin de les protéger et de les maintenir intacts dans la particule virale.
Les protéines H et N sont utilisées pour désigner la souche d’influenza (H1N1, H3N2…) tandis que la protéine NP est spécifique de chaque type, soit A, B ou C. Il n’existe aucun recoupement entre la protéine NP de chacun de ces sous-types et elle est génétiquement stable ce qui permet de classifier les virus selon cette dernière.

## Variation génétique

### Dérive antigénique
La dérive antigénique s’applique à toutes les souches du virus de la grippe. Il s’agit de modifications du génome des virus découlant des mutations survenant de manière aléatoire dans l’ARN porté par les virus, ce qui influence les protéines synthétisées par le virus lors de sa réplication. Ce phénomène de mutations est amplifié par la faible fidélité de la polymérase virale qui commet des erreurs de manière régulière et le fait que les enzymes virales ne possèdent aucune activité de correction pour les erreurs commises dans les ARN synthétisés. Le taux de mutations est estimé à environ 10 000 fois supérieur aux cellules humaines. Les erreurs s’accumulent à chaque réplication et, après plusieurs cycles, la somme des mutations peut avoir un effet imposant.

### Cassure antigénique (réassortiment)
Ce phénomène s’applique principalement aux virus du groupe A. Les virus des autres types sont affectés de manière beaucoup moins importante par ce phénomène. Lorsqu’une cellule est infectée à la fois par deux virus de la grippe différents, il est possible que ces virus s’échangent accidentellement des segments de gènes lors de leur réplication. De cette façon, les virus nouvellement formés possèdent des caractéristiques hybrides entre leurs deux virus « parentaux » et possèdent donc des caractéristiques différentes qui peuvent leur conférer des avantages pouvant par exemple les rendre plus pathogènes. Par exemple, la rencontre d’un virus H1N1 et d’un virus H2N2 dans une même cellule infectée pourrait donner naissance à un variant de type H1N2 ou H2N1. Il est également possible que les autres segments soient échangés entre les virus, mais les modifications ne seraient alors pas visibles sur la surface du virus.
La cassure antigénique se produit fréquemment chez le porc puisque cet animal est infecté autant par des virus humains que par des virus aviaires dans le cas de l’influenza. Il est donc l’hôte idéal pour promouvoir la rencontre de virus différents et, au hasard, leur recombinaison.

### Conséquences de ces phénomènes
C’est pour ces deux raisons qu’il y a un nouveau vaccin grippal chaque année puisque les protéines de surface de virus, l’hémagglutinine et la neuraminidase, sont affectées par ces phénomènes de variation génétique. Ces deux protéines virales sont celles qui confèrent la meilleure chance de survie au virus lorsqu’elles se trouvent modifiées par les mutations, car ce sont elles que le système immunitaire cible par sa production d’anticorps. Lorsqu’il se retrouve avec des protéines de surface différentes, le virus peut ainsi mieux échapper aux défenses de son hôte qui doit monter une nouvelle défense pour combattre une « nouvelle infection ».

## Infection et réplication virale (influenza type A)
Après son entrée dans la cellule cible par endocytose, le virus doit libérer son contenu dans la cellule pour permettre la réplication. Pour ce faire, sa protéine M2, un canal ionique, fait entrer l’acidité de la vésicule dans le virus et provoque par ce changement une dissociation de la protéine M1. De plus, cela provoque un changement de conformation de l’hémagglutinine qui permet de fusionner la membrane virale avec la membrane de la vésicule où se trouve le virus, permettant la sortie de ce dernier. De ce fait, les gènes viraux se retrouvent dans le cytoplasme de la cellule et peuvent être utilisés. Les segments d’ARN sont associés à leur ribonucléoprotéine (NP, PA, PB1 et PB2) et entrent dans le noyau cellulaire.
Le virus de l’influenza utilise son endonucléase pour cliver l’ARNm de la cellule hôte à l’extrémité 5’ portant la coiffe. Ce fragment d’ARN ainsi généré sert à la synthèse des ARN viraux pour la production des protéines virales en agissant comme amorce. Six des transcrits ainsi effectués seront traduits sans attendre puisqu’ils codent des protéines de structure tandis que les deux autres segments devront subir davantage de maturation, incluant un épissage, et codent des protéines non structurales. Par ailleurs, une copie complémentaire d’ARN est produite et servira de matrice pour amplifier le génome viral. Lorsque les génomes sont complétés, la protéine M1 s’associe à leur RNP et facilite leur sortie du noyau.
Finalement, les génomes sont encapsidés dans les nouvelles particules virales sous l’effet de M1 et les nouveaux virus ainsi formés pourront être relâchés pour infecter d’autres cellules.